# Turn and Face the Strange
Turn and Face the Strange es el vigésimo segundo episodio de tercera temporada de Héroes y el noveno episodio del volumen 4: Fugitivos.

## Trama
Matt Parkman sediento de venganza comienza a elaborar un plan siniestro para asesinar a Danko ignorando las advertencias y peticiones de Mohinder quien intenta convencerlo de que lo olvide. Sin embargo Matt decidido se marcha en busca de Danko, una vez en Washington D. C.. Matt le induce a Danko un temor de desconfianza a cualquiera y la necesidad de “visitar ala persona que ama”, Danko entonces viaja inmediatamente al hogar de su novia Alena, ambos entonces comienzan a conversar hasta que Danko se decide verla en otra ocasión. Matt entonces se prepara para asesinar a Alena, sin embargo Matt se arrepiente y antes de que pueda escapar del lugar Alena lo descubre, Matt entonces se ve en la obligación de persuadirla con telepatía de que solo se trata de un amigo de “Jakob”, pero al enterarse de que Alena cree a Danko con otro nombre y con una familia en Chicago decide llevarla ante Danko. 
Mohinder regresa a su apartamento, en donde el descubre una especie de archivos que señalan que su padre estuvo involucrado en un proyecto de los Estados Unidos, en lugar llamado Coyote Sands. 
En alguna otra parte Hiro Nakamura y Ando Masahashi continúan su viaje y búsqueda por Matt Parkman (padre), sin embargo ellos tienen que lidiar con el escandaloso bebe Matt, Hiro entonces sugiere ignorarlo hasta llegar a su objetivo, pero de una manera inesperada el auto deja de funcionar y se ven en la obligación de pedir transporte, sin embargo el mismo fenómeno vuelve a suceder y luego de que ambos recuerdan el poder de Matt se dan cuenta de que lo que sucede, Hiro entonces junto con Ando intenta animar al bebe con muecas y gestos hasta que Ando termina haciendo una cara que tranquiliza al infante y Hiro sin perder la oportunidad enciende el auto para continuar con su recorrido. Más tarde Hiro consulta a Mohinder preguntándole la ubicación de Matt y Mohinder accede. 
Matt y Alena llegan al apartamento de Danko, una vez allí Matt toma de rehenes a ambos y usa su poder en Danko; obligando al hombre a decir la verdad ante Alena, Matt entonces decide asesinar a Alena frente a Danko, sin embargo Danko le asegura a Matt que la muerte de Alena solo terminara beneficiándolo; Matt entonces apunta a Alena, pero antes de que pueda matarla se rinde; Danko aprovecha esto hecho y toma su arma, sin embargo Matt sin hacer nada le dice que lo mate; Danko entonces jala el gatillo y el tiempo se congela; Hiro aparece en escena y saca a Matt de allí, el tiempo se restaura; Alena llama a Danko “monstruo” y se huye de él. 
Noah Bennet en el edificio 26 ve impresionado el cadáver de Sylar, pero no muy convencido decide averiguarlo por su propia cuenta, sin embargo Noah recibe la inesperada visita de Sandra quien desea que la ayude a saber más sobre el paradero de Claire; Noah entonces intenta apaciguarla asegurándole que ella no ha sido capturada y mencionándole la aparentemente muerte de Sylar, pero Sandra no muy convencida le dice que no se irá hasta que Noah encuentre a Claire, Danko escucha parte de los problemas de Noah y se dirige a un baño en donde visita a Danko, se transforma en Sylar y le revela que todavía tiene planes para Noah.
Noah decide buscar el cadáver de Sylar impidiendo que sea cremado por los agentes, Noah entonces le remueve de la cabeza el pedazo de hierro al cadáver, llevándose la sorpresa de que este no resucita, Noah entonces pide un análisis de sangre y se dirige a su apartamento en donde Sandra lo espera, una vez en el apartamento Noah se entera de que su esposa desea el divorcio, además de que ella asegura no amarlo ni respetarlo, Sandra abandona el apartamento y se transforma en Sylar. En el edificio 26 Noah descubre que el muerto es James Martin, además de que es muy probable de que Sylar posea el poder de la metamorfosis; Sandra llega a su apartamento en donde es interrogada y amenazada de muerte por Noah quien la cree Sylar, sin embargo Noah logra darse cuenta de que Sandra es la verdadera justo antes de que la mate, pero Sandra le dice que Sylar en parte pudo haber tenido razón al considerar el divorcio. 
De vuelta en el edificio 26 “Noah” llega ante Danko en donde este le dice que se ha conseguido archivos de Primatech del apartamento de Noah, Danko le dice que no está impresionado y Noah lo apunta con una pistola preguntándole la ubicación de Sylar, Danko al verse obligado le dice que está disfrazado como el capitán de un grupo de agentes, Noah entonces lo espera y confronta al hombre asesinándolo durante el progreso, sin embargo el hombre no se levanta y los agentes intenta arrestar a Noah por el asesinato del agente peor logra escapar, más tarde l hombre se levanta y se transforma en Sylar. 
Al final del episodio Angela y Peter se reúnen con Claire y Nathan en Coyote Sands; Angela entonces les asegura al grupo que en ese lugar se encuentra sus respuestas y clava una pala en la tierra, Noah llega al mismo lugar y el grupo comienza cavar descubriendo cadáveres en el progreso.